# أبو رواش
قرية أبو رواش هي إحدى القرى التابعة لمركز كرداسة في محافظة الجيزة في جمهورية مصر العربية. حسب إحصاءات سنة 2006، بلغ إجمالي السكان في أبو رواش 17285 نسمة، منهم 8981 رجل و8304 امرأة، 

## تاريخ القرية
تكونت قرية أبو رواش بفصلها إداريًا من أراضي قرية بني مجدول سنة 1927م.

## أعلام
- سا ناختي
- دجيدف رع